# Raikawar Bichawa
Raikawar Bichawa (nep. रैकवार बिचवा) – gaun wikas samiti w zachodniej części Nepalu w strefie Mahakali w dystrykcie Kanchanpur. Według nepalskiego spisu powszechnego z 2001 roku liczył on 1934 gospodarstw domowych i 14 564 mieszkańców (7077 kobiet i 7487 mężczyzn).